# Nesidiochernes zealandicus
Nesidiochernes zealandicus är en spindeldjursart som beskrevs av Beier 1966. Nesidiochernes zealandicus ingår i släktet Nesidiochernes och familjen blindklokrypare. Inga underarter finns listade i Catalogue of Life.